# Os sete arcanjos
O sistema dos sete principais arcanjos é uma antiga tradição da angeologia de matriz judaica. É possível visualizar na Bíblia que aparece apenas os nomes de três deles: Miguel, que é reconhecido como um arcanjo em Judas 9, Gabriel e Rafael. Este último consta somente no livro de Tobit, uma obra deuterocanônica que é considerada inspirada nas Igrejas Católica e Ortodoxa.

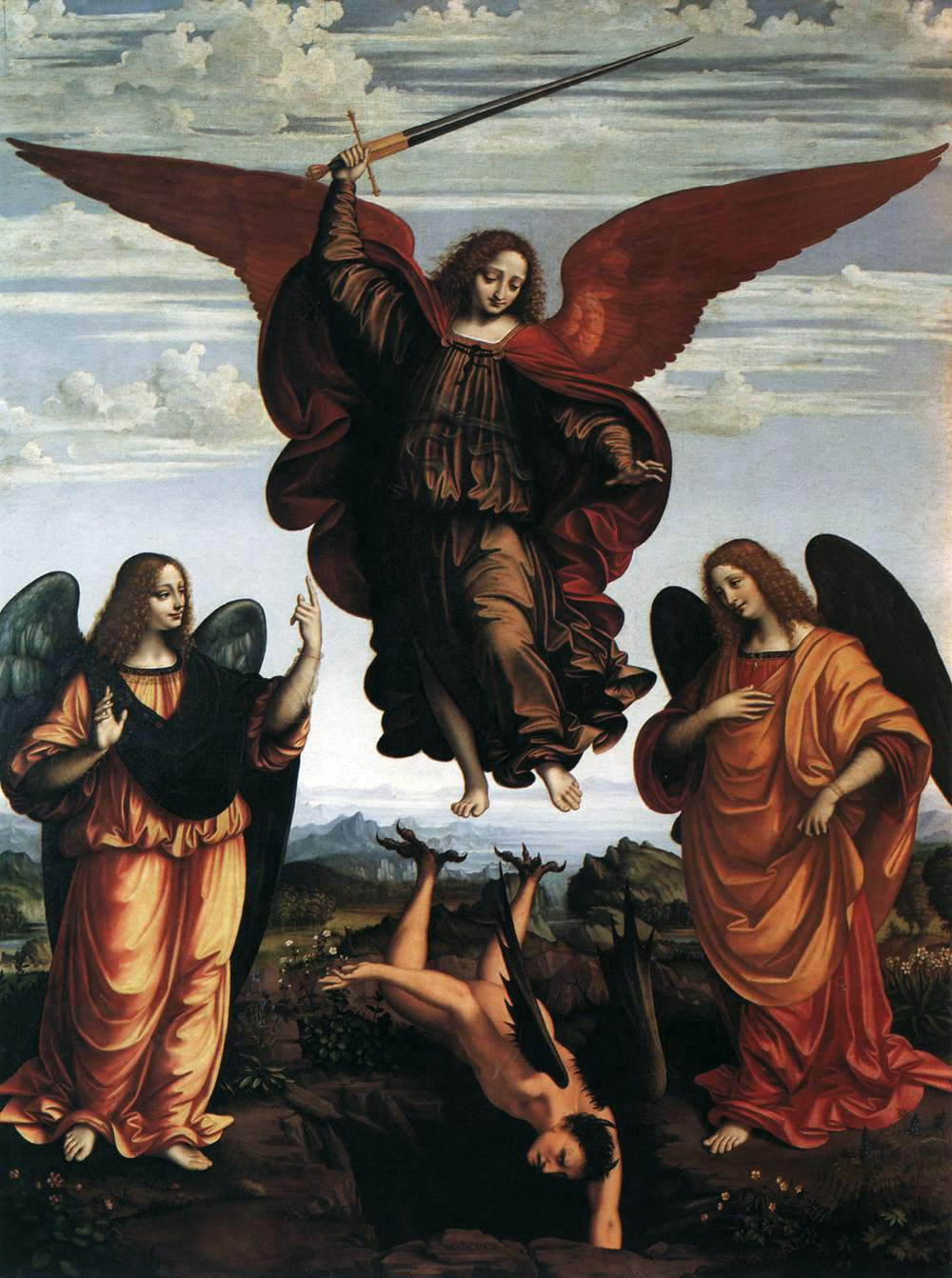
Os três Arcanjos, de Marco d'Oggiono. No culto católico, somente os três anjos mencionados na Bíblia podem ser lembrados liturgicamente.

A existência de sete arcanjos e seus respectivos nomes remonta ao Livro de Enoque, uma obra judaica do primeiro século a.C., considerada canônica apenas pela igreja copta e não por outras igrejas cristã, nem pelos judeus. Diferentes fontes posteriores estão em desacordo seja sobre a identificação dos sete arcanjos (nome e função) seja sobre sua pertença às diferentes hierarquias angélicas.
A utilização dos sete arcanjos na Cabala e em outras doutrinas esotéricas levou a uma busca pela correspondência com os dias da semana, isto é, com as sete estrelas não-fixas ("planetas") da astronomia antiga: Sol, Lua, Marte, Mercúrio, Júpiter, Vênus e Saturno. Contudo, não há uma concordância plena quanto a isso.

## Diferentes denominações

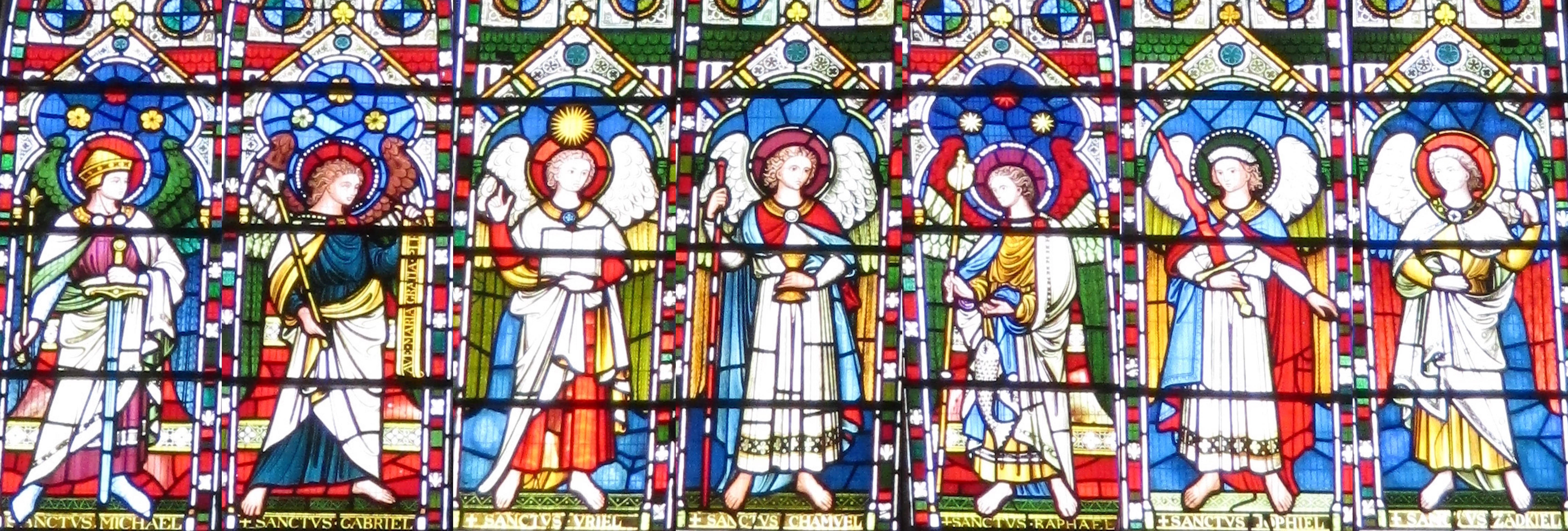
Vitral dos sete arcanjos de acordo segundo o Pseudo-Dionísio, na igreja anglicana de St Michael and All Angels Church, Brighton, Inglaterra. Da esquerda para a direita: Miguel, Gabriel, Uriel, Camael, Rafael, Jofiel e Zadiel.

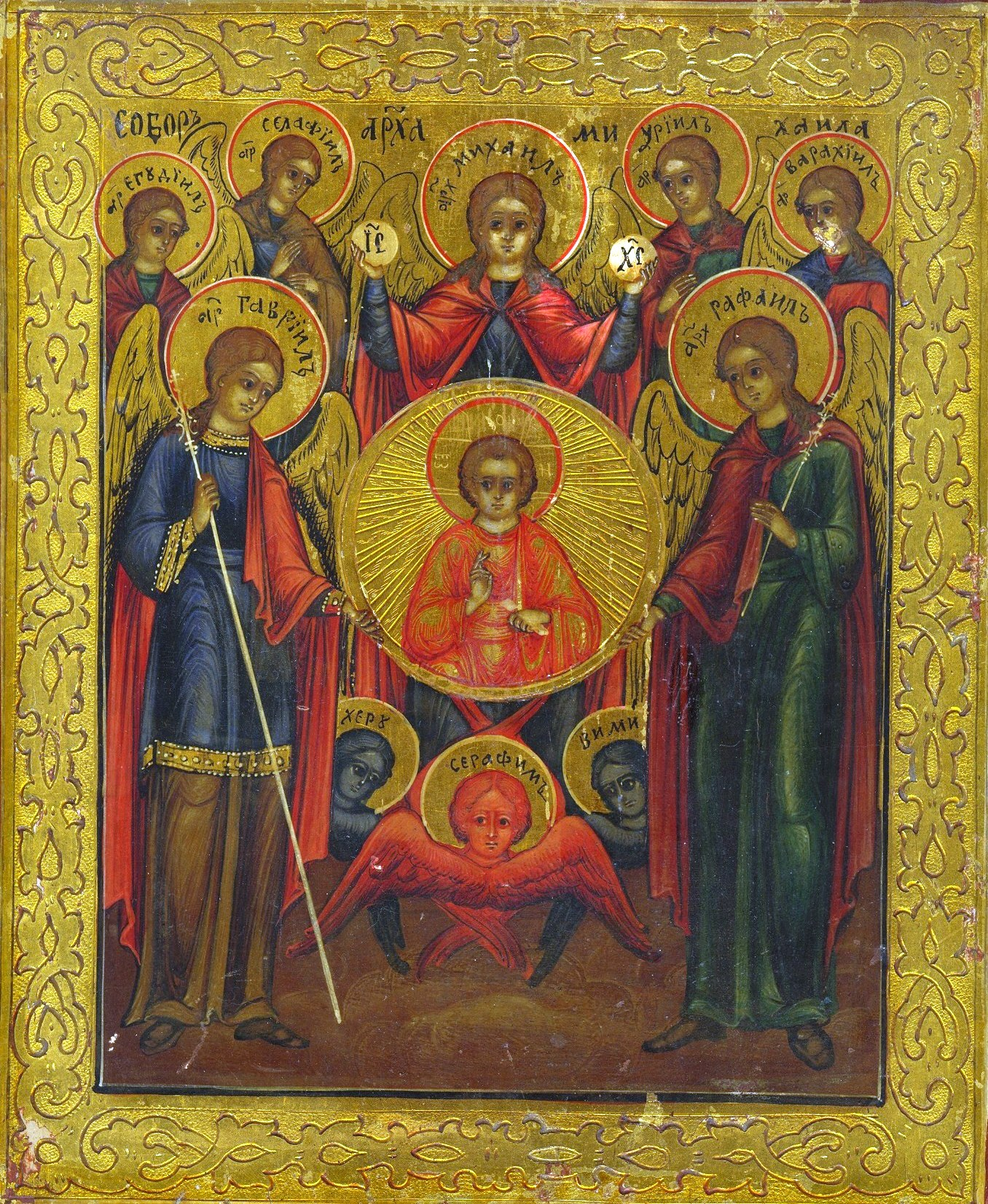
"Sintaxe do Arcanjo Miguel" ("Собор Архистратига Михаила"). Ícone ortodoxo dos sete Arcanjos. Da esquerda para a direita: Jegudiel, Gabriel, Sealtiel, Miguel, Uriel, Rafael e Baraquiel. Sob a mandorla do Cristo Emmanuel estão representados dois Querubins (em azul) e um Serafim (em vermelho).

Existe uma grande variedade quanto ao nome dos arcanjos. Os nomes não são perfeitamente iguais nem ao menos nos diferentes manuscritos antigos das mesmas obras e também porque os tradutores vocalizam o hebraico (que só se escreve com consoantes) de uma maneira diferente e mais adequada à fonética de suas próprias línguas.
A mais antiga referência ao sistema dos sete arcanjos aparece no cap. XX do Livro de Enoque (o Enoque Etíope), os quais são chamados de Miguel, Gabriel, Rafael, Uriel, Raguel, Zerachiel (ou Saraqael) e Ramiel Os quatro primeiros nomes permanecem inalterados em todas as listas feitas posteriormente por outros textos angelológicos.
Os últimos três muitas vezes são chamados com nomes diferentes. Séculos mais tarde, Pseudo-Dionísio nomeou-os Camael, Jofiel e Zadkiel (ou Hesediel). O Papa Gregório I (540-604) os identifica como Simiel, Orifiel, e Zachariel. Ao mesmo tempo no Oriente a igreja ortodoxa havia adotado os nomes de: Barachiel, Jehudiel, Salathiel. Somente no séc. XVI, século em que a Igreja católica escolheu esses mesmos nomes, ainda que com leves variações ortográficas. 
Na cúpula da Capela Palatina, em Palermo, estão as imagens dos sete arcanjos, com seus nomes, lemas e atributos, segundo a tradição bizantina e depois católica. Enquanto na Igreja de São Miguel em Vasto, Abruzzo, são retratadas as únicas estátuas dos 7 arcanjos (9).
| Arcanjo   | Significado       | Lema                               | Atributos                                                          |
| --------- | ----------------- | ---------------------------------- | ------------------------------------------------------------------ |
| Miguel    | Quem é como Deus? | Paratus ad suscipiendas animas     | Pisa no dragão, segura uma espada flamejante                       |
| Gabriel   | Deus é poderoso   | Spiritus Sanctus superveniet in te | Jasper tocha e espelho (geralmente o lírio branco)                 |
| Rafael    | Deus cura         | Viatores comitor, infirmos medico  | Pote de medicamentos (geralmente é peixe; acompanhado por Tobias ) |
| Uriel     | Deus inflama      | Flammescat igne caritas            | Chama e espada                                                     |
| Baraquiel | Bênção de Deus    | Adiutor ne derelinquas nos         | Rose (= obrigado) para distribuir                                  |
| Jegudiel  | Louvor de Deus    | Deum laudantibus praemia retribuo  | Coroa e flagelo                                                    |
| Sealtiel  | Deus comunica     | Oro supplex et acclinis            | Em oração                                                          |

A diversidade entre estas e outras propostas resultam de três fatores:
- Variações ortográficas
- Escolha de um verbo hebraico diferente para caracterizar a função do arcanjo
- Diferentes elaborações sobre o significado de seu nome em hebraico para ampliar ou modificar a caracterização de suas funções.

Por exemplo, Jeudiel coincide com Jehudiel ou Jegudiel; suas representações mostram que ele é um anjo justiceiro (a coroa para premiar e o chicote para punir). Ele poderia, portanto, corresponder a Samael ("Deus pune"), a quem Gregório I chama de "Simiel", e a Camael ("Deus vê" pecados e méritos), o arcanjo que expulsou Adão e Eva do Éden e que aparece no Pseudo- Dionísio. No entanto, interpretando "Camael" como o nome do arcanjo "quem vê Deus", suas funções podem ser consideravelmente modificadas. Da mesma forma, se "Samael" é uma "punição de Deus", também poderia ser um demônio: é por isso que alguns autores esotéricos alteraram consideravelmente seu perfil. Considerando, então, o lado da recompensa da justiça divina, presente em Jeudiel, surge uma correspondência com o Raguel ("Deus encoraja") do livro de Enoc. Raguel e Samael, tão diferentes um do outro, acabam sendo os dois lados da justiça divina.
De forma análoga a função de dispensar graças divinas é realizada por Barachiel, como por Zadkiel ("Deus favorece"), também chamado "Takiel" e por Zerachiel, também chamado de "Zachariel", que atribui a cada homem seu anjo da guarda .
Sealtiel, então, é uma deformação de "Salathiel" ou "Salaphiel" (= "Deus comunica"). Ele nos ensina a orar e intercede pelos homens. Corresponde, portanto, ao anjo do sábado (no dia da oração) "Shabbataj" ou Cassiel e a Jofiel, o arcanjo que o Pseudo-Dionísio associa à beleza da Torá, a palavra "comunicada" por Deus.
Em conclusão, os arcanjos são os ministros de Deus e a escolha de seus nomes parece ser determinada por reflexões teológicas sobre como Deus intervém na história humana.

## O culto dos anjos na igreja primitiva
O cristianismo primitivo "herdou um culto florescente e um tanto problemático dos anjos... influenciado por certas práticas judaicas heterodoxas, bem como pela fé pagã nos mensageiros divinos". São Paulo se opôs a isto, ironizando: "Ninguém impedirá que você alcance o prêmio, deleitando-se em práticas de pouca importância e na veneração de anjos, seguindo suas próprias reivindicações, inchadas com orgulho vão em sua mente carnal" (Carta aos Colossenses Col 2,18). Mesmo três séculos depois, no sínodo de Laodicéia, o cânon 35 afirma: "Não é bom para os cristãos deixarem a igreja de Deus e se abandonarem para invocar os anjos e se encontrarem em grupos secretos, uma vez que essas coisas são proibidas. Então, se alguém ficou surpreso em dedicar-se a essa idolatria secreta, seja anátema, porque abandonou Nosso Senhor Jesus Cristo e abraçou a idolatria". O perigo de um culto idolátrico e uma sobreposição entre as figuras do arcanjo Miguel e de Jesus Cristo, talvez particularmente vivo apenas na Frígia e na Pisídia, diminuíram com o tempo e a Igreja Ortodoxa encontrou uma maneira de venerar os sete arcanjos sem mais problemas.

## Veneração no Ocidente na Idade Média e no período moderno

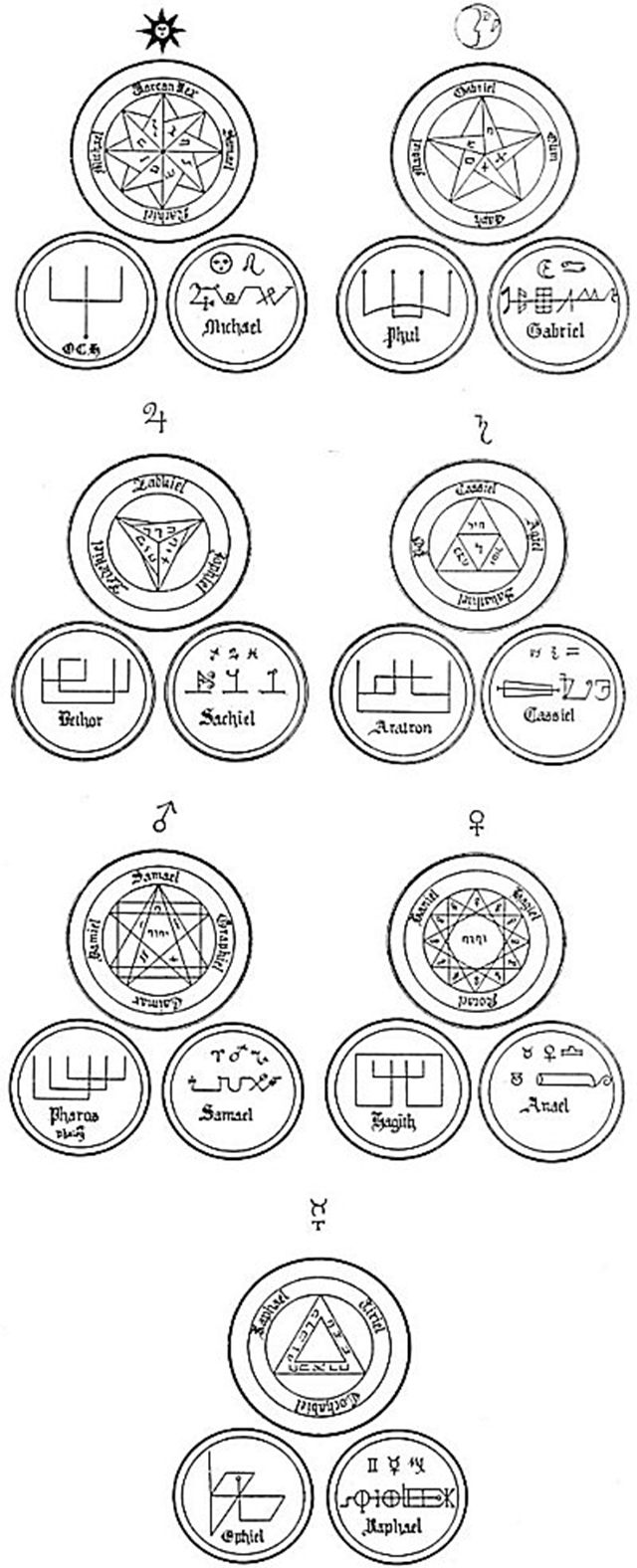
Os Sete Selos dos Arcanjos em uma Representação do Século XIX do Livro Completo de Ciência Mágica de Frederick Hockley

No Ocidente, no entanto, durante o século VIII, o culto teve que ser abandonado para evitar abusos. De fato, no sínodo de Roma em 745, o papa Zacarias teve que intervir contra Adalberto, bispo de Magdeburgo, que havia unido em uma única oração o nome do arcanjo Miguel com os de Uriel, Raguel, Simihel e com o completamente desconhecido Tubuel, Adimis, Tubuas e Sabaoth, por alguns consideraram os nomes dos demônios. Ele então proibiu qualquer adoração de anjos além da veneração e invocação dos únicos arcanjos "bíblicos" Miguel, Gabriel e Rafael. Posteriormente, tendo espalhado a invocação de Uriel ("Fogo de Deus") como o quarto arcanjo, foi explicitamente proibido no Concílio de Aachen de 798.
Os nomes e o culto dos sete arcanjos reapareceram no Ocidente em 1516, quando o padre Antonio Lo Duca redescobriu suas imagens na abóbada da Capela Palatina em Palermo, com seus nomes, seus lemas e seus atributos, como relatado acima. Isso levou a um interesse devocional grande, mas temporário, que determinou em 1523 a fundação da confraternidade dos Sete Arcanjos, a qual também aderiu o imperador Carlos V de Asburgo .
Tendo se mudado para Roma em 1527, Lo Duca continuou a propor o culto dos sete arcanjos, para os quais ele também desenvolveu textos litúrgicos. Em 1561 ele conseguiu convencer o Papa Paulo IV a começar a construir a Basílica de Santa Maria dos Anjos e os Mártires, construída nas Termas de Diocleciano, seguindo um projeto preparado por Michelangelo Buonarroti. Alguns anos depois, a construção de duas basílicas semelhantes também foi iniciada em Assis e Nápoles.
O culto, destinado principalmente a ser suplantado pelo culto ao Anjo da Guarda, também se espalhou para outras cidades e nações. Por exemplo, na Capela Metropolitana da Catedral de Siracusa, a atual Capela do Crucifixo, mas que até o século XVII era a abside meridional, os fiéis tinham o costume de oferecer aos sete Arcanjos sete moedas e colocar sete velas enquanto faziam seus pedidos; curiosamente, São Jeudiel foi invocado para que o bem-estar nunca falte. A oração aos "Sete Arcanjos" também está gravada em uma placa no altar da Catedral da Cidade do México. Seu texto reza:
"Oh Senhor que criastes os anjos e arcanjos para que eles pudessem servir e adorar a ti, tu deste a eles a missão de nos proteger e nos ajudar a fazer a tua vontade, nunca nos falte a proteção deles, consolo e ajuda. Afastando com a presença deles as armadilhas do inimigo e a presença do maligno. Santos Arcanjos Miguel, Gabriel, Rafael, Uriel, Sealtiel, Jehudiel e Barachiel intercedam por mim. Amém".

## O culto atual de acordo com a igreja católica
Apesar da difusão parcial do culto dos sete arcanjos, a Igreja Católica manteve a prudência, que havia determinado as suas normas medievais. De fato, eles também foram reiterados nos últimos tempos e ainda devem ser considerados em vigor. No decreto de Litteris Diei de 6 de junho de 1992, o magistério papal esclareceu que "é ilícito ensinar e usar noções sobre anjos e arcanjos, sobre seus nomes pessoais e suas funções particulares, fora do que é diretamente refletido nas Sagradas Escrituras. consequentemente, todas as formas de consagração a anjos e qualquer outra prática diferente dos costumes do culto oficial são proibidas".
O Diretório da Piedade e Liturgia Popular de 2002 em n. 217 diz:
Deve-se reprovar o costume de dar aos Anjos nomes em particular, exceto Miguel, Gabriel e Rafael que estão contidos nas Escrituras.
Com base nestas disposições emitidas pela Santa Sé, é ilícito para os fiéis usar nomes de anjos em orações públicas e privadas, a não ser apenas aqueles canonicamente aprovados.

## Correspondência com os pontos cardeais
No "Livro dos Vigilantes", uma seção do Livro de Enoque, IX, quatro anjos, Miguel, Gabriel, Suriel (= Rafael) e Uriele "olharam do céu e viram o próprio sangue que fluía sobre a terra e toda a iniquidade que se praticava na terra” pelos anjos rebeldes. Como o primeiro ponto cardinal para os judeus é o Oriente, os quatro arcanjos podem ser colocados em correspondência com os pontos cardeais. A incerteza do sentido (horário ou anti-horário), no entanto, faz incerta a correspondência de Uriel com o Norte ou com o Sule de Gabriele com o Sul ou com o Norte.